# Neuvy-le-Roi
Neuvy-le-Roi és un municipi francès, situat al departament de l'Indre i Loira i a la regió de Centre – Vall del Loira. L'any 2007 tenia 1.184 habitants.

## Demografia

### Població
El 2007 la població de fet de Neuvy-le-Roi era de 1.184 persones. Hi havia 462 famílies, de les quals 122 eren unipersonals (77 homes vivint sols i 45 dones vivint soles), 162 parelles sense fills, 150 parelles amb fills i 28 famílies monoparentals amb fills.
La població ha evolucionat segons el següent gràfic:
Habitants censats

### Habitatges
El 2007 hi havia 540 habitatges, 463 eren l'habitatge principal de la família, 37 eren segones residències i 40 estaven desocupats. 478 eren cases i 62 eren apartaments. Dels 463 habitatges principals, 317 estaven ocupats pels seus propietaris, 137 estaven llogats i ocupats pels llogaters i 9 estaven cedits a títol gratuït; 3 tenien una cambra, 46 en tenien dues, 77 en tenien tres, 154 en tenien quatre i 184 en tenien cinc o més. 300 habitatges disposaven pel capbaix d'una plaça de pàrquing. A 220 habitatges hi havia un automòbil i a 207 n'hi havia dos o més.

### Piràmide de població
La piràmide de població per edats i sexe el 2009 era:
| Homes | Edats   | Dones |
| ----- | ------- | ----- |
| 0     | 95 o +  | 0     |
| 0     | 90 a 94 | 12    |
| 12    | 85 a 89 | 12    |
| 4     | 80 a 84 | 16    |
| 28    | 75 a 79 | 28    |
| 16    | 70 a 74 | 24    |
| 20    | 65 a 69 | 20    |
| 32    | 60 a 64 | 32    |
| 12    | 55 a 59 | 12    |
| 40    | 50 a 54 | 20    |
| 28    | 45 a 49 | 44    |
| 36    | 40 a 44 | 40    |
| 48    | 35 a 39 | 36    |
| 36    | 30 a 34 | 48    |
| 48    | 25 a 29 | 52    |
| 36    | 20 a 24 | 24    |
| 44    | 15 a 19 | 32    |
| 32    | 10 a 14 | 32    |
| 32    | 5 a 9   | 32    |
| 48    | 0 a 4   | 36    |

## Economia
El 2007 la població en edat de treballar era de 713 persones, 556 eren actives i 157 eren inactives. De les 556 persones actives 518 estaven ocupades (295 homes i 223 dones) i 38 estaven aturades (10 homes i 28 dones). De les 157 persones inactives 40 estaven jubilades, 72 estaven estudiant i 45 estaven classificades com a «altres inactius».

### Ingressos
El 2009 a Neuvy-le-Roi hi havia 458 unitats fiscals que integraven 1.177,5 persones, la mediana anual d'ingressos fiscals per persona era de 16.821 €.

### Activitats econòmiques
Dels 55  establiments que hi havia el 2007, 1 era d'una empresa extractiva, 1 d'una empresa alimentària, 11 d'empreses de construcció, 7 d'empreses de comerç i reparació d'automòbils, 5 d'empreses de transport, 1 d'una empresa d'hostatgeria i restauració, 1 d'una empresa d'informació i comunicació, 5 d'empreses financeres, 3 d'empreses immobiliàries, 12 d'empreses de serveis, 5 d'entitats de l'administració pública i 3 d'empreses classificades com a «altres activitats de serveis».
Dels 17 establiments de servei als particulars que hi havia el 2009, 1 era una oficina d'administració d'Hisenda pública, 1 gendarmeria, 1 oficina de correu, 1 una oficina bancària, 1 paleta, 3 guixaires pintors, 2 fusteries, 3 lampisteries, 1 electricista, 1 perruqueria i 2 agències immobiliàries.
Dels 3 establiments comercials que hi havia el 2009, 1 era una botiga de més de 120 m², 1 una botiga de menys de 120 m² i 1 una peixateria.
L'any 2000 a Neuvy-le-Roi hi havia 39 explotacions agrícoles que ocupaven un total de 3.774 hectàrees.

## Equipaments sanitaris i escolars
L'únic equipament sanitari que hi havia el 2009 era una farmàcia.
El 2009 hi havia 2 escoles elementals. Neuvy-le-Roi disposava d'un col·legi d'educació secundària amb 266 alumnes.

## Poblacions més properes
El següent diagrama mostra les poblacions més properes.